# Something in the Water
"Something in the Water" är den nionde singeln av den nyzeeländska sångerskan Brooke Fraser. Låten som är skriven av Fraser helt på egen hand var hennes första singel från hennes tredje studioalbum Flags. Den släpptes den 2 augusti 2010 i både Nya Zeeland och Australien. Den är Frasers mest framgångsrika singel och var den första som listades utanför Nya Zeeland.

## Listplaceringar
| Lista (2010–2011) | Topplacering |
| ----------------- | ------------ |
| Australien        | 29           |
| Nederländerna     | 25           |
| Nya Zeeland       | 1            |
| Schweiz           | 10           |
| Tyskland          | 8            |
| Österrike         | 10           |